# 1607
1607 (MDCVII) a fost un an comun al calendarului gregorian, care a început într-o zi de luni.

## Evenimente
- Edward Maria Wingfield este numit primul guvernator colonial al coloniei engleze Virginia, (viitorul stat al SUA), de către Virginia Company of London Governors.

## Nașteri
- 24 martie: Michiel de Ruyter, amiral olandez (d. 1676)
- 13 aprilie: Monsieur d’Orléans, prinț francez, al doilea fiu al regelui Henric al IV-lea al Franței și al reginei Maria de Medici (d. 1611)
- 26 noiembrie: John Harvard, teolog american de origine engleză (d. 1638)

## Decese
- 26 august: Giorgio Basta, general italo-albanez în Armata Imperială Austriacă (n. 1550)